# باشگاه فوتبال لوپه اوله سواگا
باشگاه فوتبال لوپه او له سواگا یک باشگاه فوتبال ساموآیی است که در توانایماتو قرار دارد. این باشگاه هم اکنون در لیگ ملی ساموآ بازی می‌کند.

## تاریخچه
لوپه اوله سواگا در سال ۲۰۱۱ تاسیس شد. این تیم در فصل ۱۲–۲۰۱۱ در دسته اول، رده دوم لیگ ملی ساموآ بازی کرد و در آنجا نایب قهرمان شد. آنها در سال ۲۰۱۲ به لیگ ملی صعود کردند، و قهرمان لیگ ملی ساموآ ۱۳–۲۰۱۲ شدند و تنها یک بار در کل فصل شکست خوردند. آنها همچنین جام حذفی ساموآ را بردند و کیوی را ۲–۱ در فینال شکست دادند. کیوی در ابتدا پیش افتاد، اما لوپه با یک پنالتی به تساوی رسید. در نیمه دوم وقت‌های اضافه، لوپه گل برتری را به ثمر رساند. تیم زنان لوپه اوله سواگا در فینال جام زنان ۱۳–۲۰۱۲ نیز نایب قهرمان شد.
در نسخه ۲۰۲۰ لیگ قهرمانان اقیانوسیه، آنها اولین تیمی شدند که از مرحله مقدماتی برنده یک بازی مرحله گروهی شدند.
این تیم هر سه بازی خود را در مرحله مقدماتی لیگ قهرمانان اقیانوسیه ۲۰۲۳ برد و به لیگ قهرمانان اقیانوسیه ۲۰۲۳ راه یافت. مصدومیت بازیکنان باعث لغو بازی‌های مرحله گروهی آنها شد و لوپه از مسابقات کنار رفت.

## عناوین
- لیگ ملی ساموآ: ۷ قهرمانی
- جام حذفی ساموآ: ۱ قهرمانی